# Ramsay Traquair
Ramsay Heatley Traquair (Edimburgo, 30 de julio de 1840-Edimburgo, 22 de noviembre de 1912) fue un naturalista y paleontólogo escocés, reconocido como experto en fósiles de peces.
Traquair estudió medicina pero su doctorado versó sobre anatomía de peces. Fue posteriormente profesor de historia natural y zoología en Inglaterra e Irlanda, antes de regresar a su Edimburgo natal para ocupar un cargo en el Museo de Ciencias y Artes de Escocia. Pasó resto de su carrera allí, recopilando una famosa colección de peces fósiles a lo largo de tres décadas.
Fue autor de múltiples trabajos sobre paleoictiología, tanto en artículos científicos como en monografías. Sus estudios de rocas y fósiles en Escocia supusieron una revolución en las clasificaciones taxonómicas preexistentes. En vida fue reconocido como socio de varias asociaciones científicas como la Sociedad Real de Edimburgo, la Sociedad Real de Londres y la Sociedad Geológica de Londres. Fue igualmente galardonado con la medalla Lyell y la medalla Real.

## Primeros años
Ramsay Heatley Traquair nació el 30 de julio de 1840 en Rhynd, Perthshire, Escocia. Su padre, el reverendo James Traquair, era un clérigo de la Iglesia de Escocia originario de Lasswade. Su madre fue Elizabeth Mary Bayley (1800-1843). Fue el octavo y último hijo de la familia, que poco después de su nacimiento se trasladó al número 10 de Duncan St. en el sur de Edimburgo, donde su padre se jubiló. Su madre murió en 1843. El joven Traquair se educó en la escuela preparatoria y continuó su escolarización en la Institución de Edimburgo.
Desde 1857, estudió medicina y posteriormente anatomía de peces en la Universidad de Edimburgo, graduándose como médico en agosto de 1862. Recibió una medalla de oro por su tesis sobre los peces planos titulada "Asimetría de los Pleuronectidae". El mismo año publicó su primer artículo sobre fósiles marinos, dedicado a la presencia de trilobites en Fifeshire. Traquair estudió y trabajó así junto a otros anatomistas de Edimburgo como John Goodsir y William Turner.

## Primeros trabajos
Traquair permaneció en la Universidad de Edimburgo, trabajando como un profesor de anatomía de 1863 a 1866. Ese año logró un cargo de Profesor de Historia Natural en la Real Universidad Agrícola de Cirencester, con una referencia del famoso anatomista T. H. Huxley. Aun así Traquair permaneció poco tiempo en Cirencester pues "sentía que el puesto le separaba de la investigación".
Se mudó entonces a Dublín, Irlanda, en 1867, donde logró un cargo de profesor de zoología en la Universidad Real de Ciencias, en la que trabajó y enseñó durante los siguientes seis años. Se trataba de un cargo público bajo la supervisión de los "Señores del Comité del Consejo de Educación". En el periodo fue elegido en 1871 miembro de la Academia irlandesa Real.

## Boda y familia
El 5 de junio de 1873 se casó con la artista Phoebe Anna Moss, a la que conoció en Dublín. Se trasladaron a la granja de Colinton, al suroeste de Edimburgo. Tuvieron tres niños: Ramsay (1874), Henry (Harry) Moss (1875) y Hilda (1879). Ramsay fue un arquitecto famoso y Harry un cirujano oftalmológico de renombre en Edimburgo.

## Periodo en Edimburgo
El mismo año de 1873, Traquair fue trasladado a Edimburgo para convertirse en el curador de las Colecciones de Historia Natural del Museo de Ciencias y Artes (base del posterior Museo Real de Escocia). Este cargo había sido creado por el gobierno para asegurar que las colecciones de museo fueran independiente en vez de estar sujetas al control de la Universidad de Edimburgo y de su profesor de Historia Natural, Wyville Thomson.

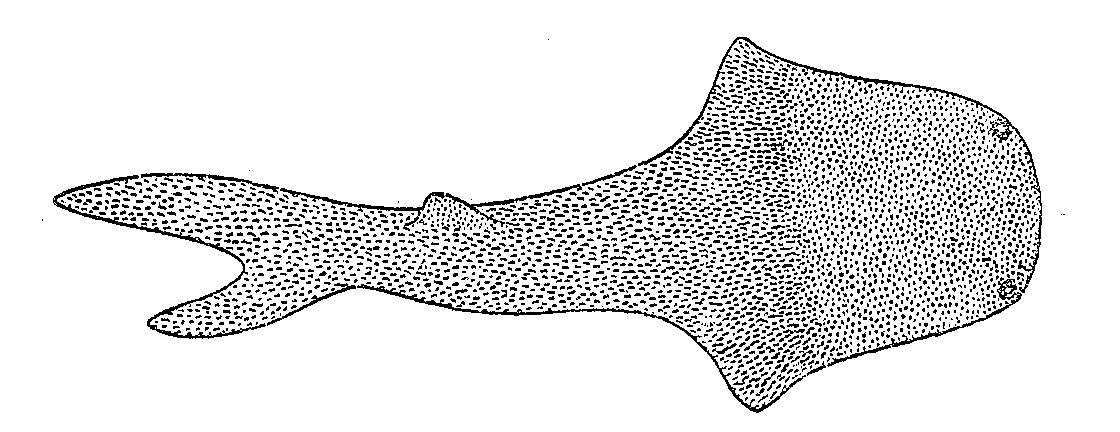
Loganellia scotica (Traquair, 1898), dibujado por Traquair.

Traquair pasaría los siguientes treinta y tres años trabajando en Edimburgo, a cargo de las colecciones de historia natural del museo y ampliándolas con una gran colección de peces fósiles. La colección que reunió era considerada una del mejores en el mundo en sus tiempos. Uno de las ubicaciones donde Traquair obtuvo fósiles fue en la garganta de Dura Den, en Fife, Escocia. Otros depósitos que estudió incluyeron el Old Red Sandstone del silúrico y yacimientos carboníferos de Escocia. Su obra fue publicada a lo largo de treinta y siete años, en forma de monografías de la Sociedad Palaeontográfica, con las últimas publicadas póstumamente.
Entre otros fósiles que describió se encuentran las familias Palaeoniscidae y Platysomidae, corrigiendo trabajos previos de Louis Agassiz. Así, su novena monografía revisaba las descripciones y nomenclaturas de Agassiz y McCoy sobre hallazgos del Old Red Sandstone, que Lankester primero y Traquair después revisaron sistemáticamente. Dada el estado de conservación parcial de muchos fósiles de peces, la nomenclatura previa había generado una gran cantidad de descripciones duplicadas por pequeñas diferencias o extrapolaciones de partes faltantes. Traquair se hizo famoso en el campo por su labor sistemática y la precisión de sus recopilaciones, corrigiendo muchas atribuciones dudosas. Traquair también describió el género Lasanius y múltiples especies de los géneros Elonichthys, Xenacanthiformes, Anaspida, Rhizodus y Amiopsis.

## Premios y honores
Fue elegido miembro de la Sociedad Real de Edimburgo  y de la Sociedad Geológica de Londres en 1874. Sirvió también por varios periodos en el consejo de la primera, siendo su vicepresidente de 1904 a 1910.
En 1881, Traquair fue nombrado también miembro de la Sociedad Real de Londres. Fue también profesor visitante en el Museo de Historia Natural en Londres (entonces parte del Museo británico), donde también fue dos veces Conferenciante Swiney de Geología en el Museo Británico de Historia Natural (de 1883 a 1887 y de nuevo de 1896 a 1900).
Traquair recibió el 1881 premio del Fondo Wollaston  y en 1901 la Medalla Lyell, ambos de la Sociedad Geológica de Londres. Otros premios incluyeron el premio trienal Neill (1874–77) y el Premio Bienal Makdougall-Brisbane (1898–1900), ambos de la Sociedad Real de Edimburgo. Traquair también recibió un grado honorario de la Universidad de Edimburgo en 1893. En 1907 recibió la Medalla Real de la Sociedad Real, "en base a sus sus descubrimientos sobre fósiles de peces". En 1909, la vida y la carrera de Traquair fueron documentadas en la sección de "Geólogos Eminentes Vivos" de la Revista Geológica.

## Últimos años y entierro

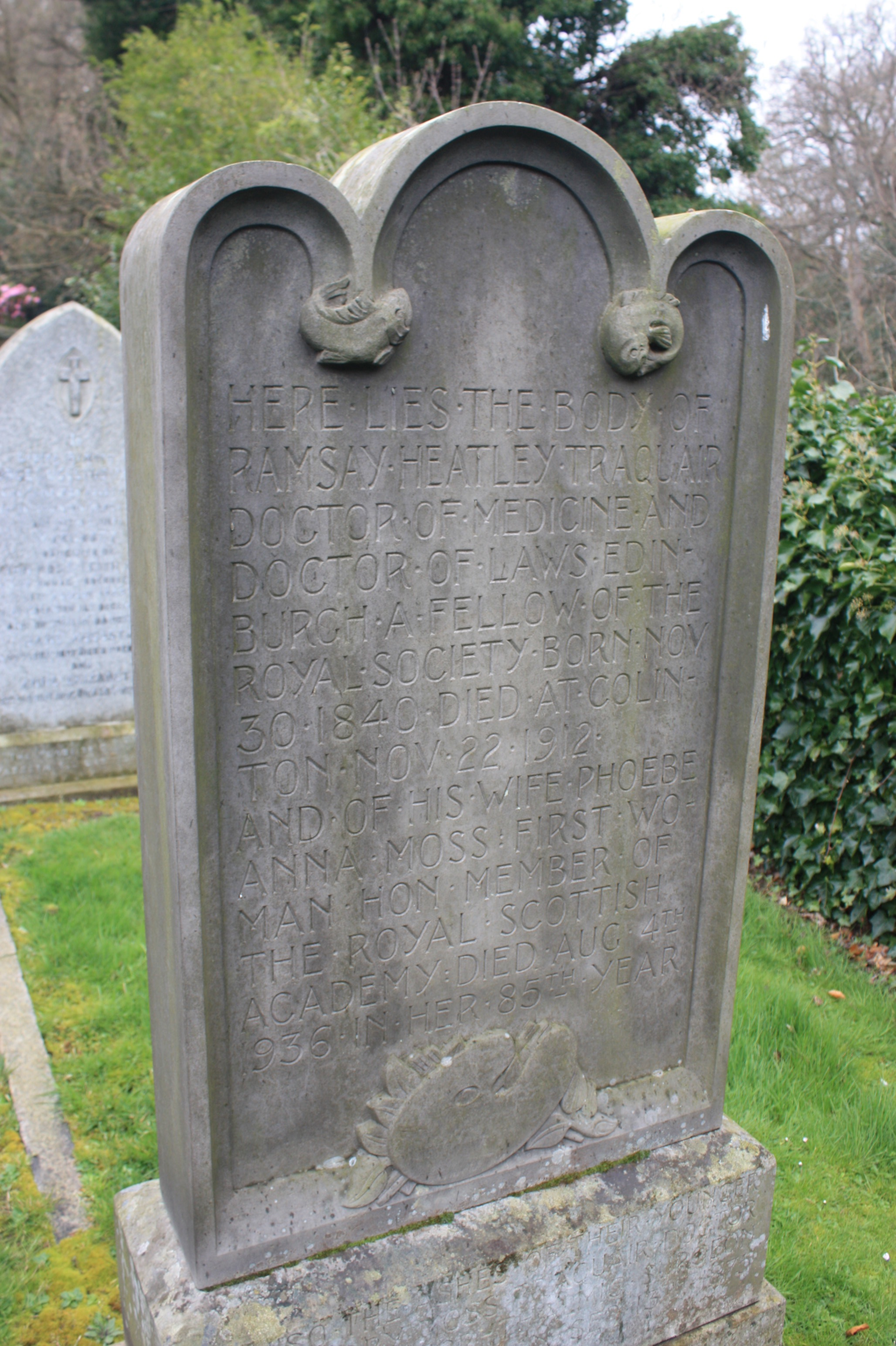
Tumba de Ramsay Traquair en el cementerio de Colinton, Edimburgo

Traquair se retiró en 1906 a "The Bush" en el suburbio de Colinton (Edimburgo). Murió el 22 de noviembre de 1912, a la edad de 72, siendo sobrevivido por su mujer y tres hijos. Fue enterrado en el cementerio de la Iglesia Parroquial de Colinton, siendo su tumba marcada por una lápida diseñada por su mujer y ejecutada por Pilkington Jackson. Se publicaron varias necrológicas en su honor en The Glasgow Herald y en revistas científicas. Su mujer fue posteriormente enterrada con él, así como las cenizas de su hijo Harry.